# 慶應義塾大学湘南藤沢キャンパス

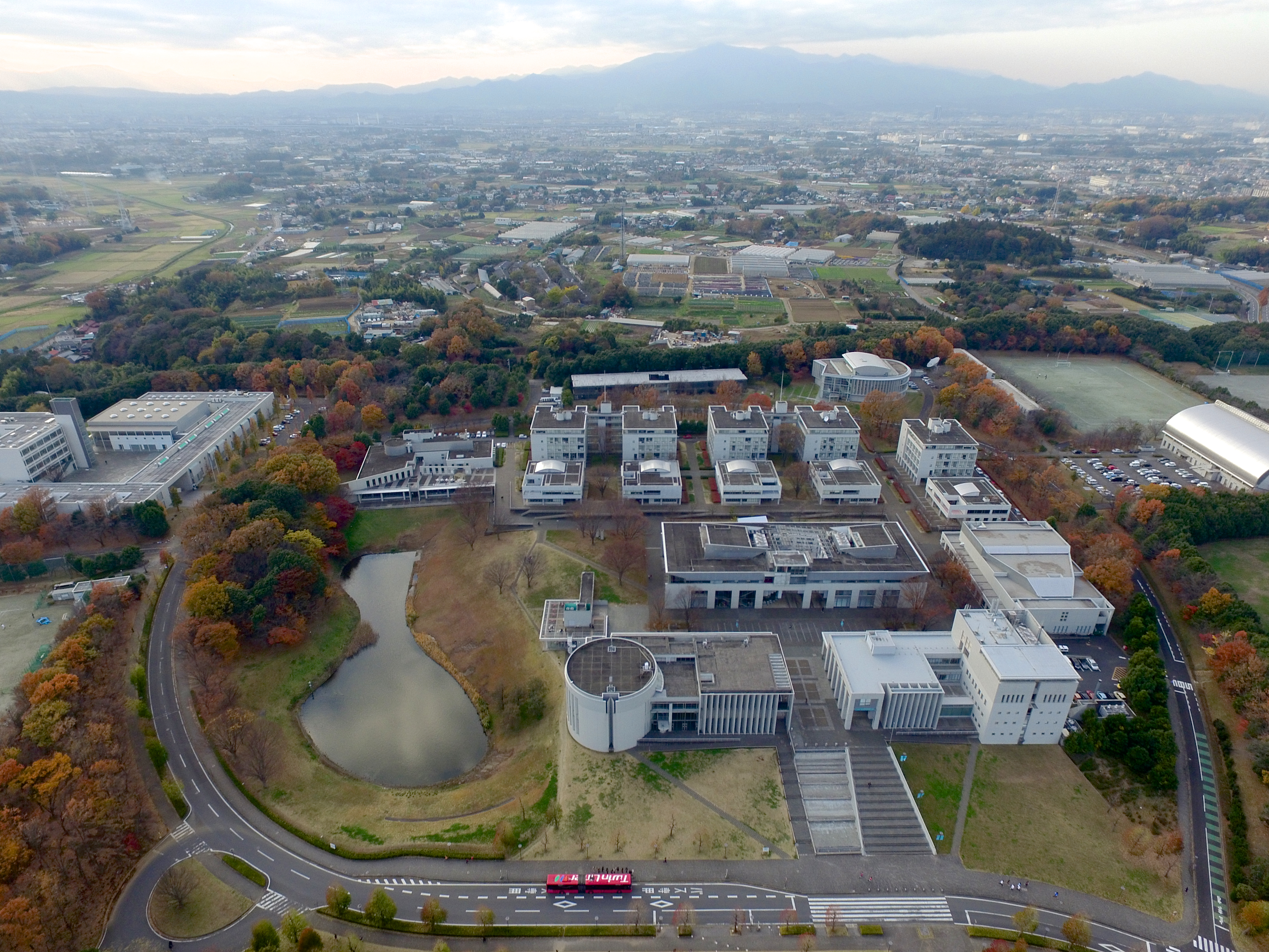
中央は総合政策学部・環境情報学部・大学院政策・メディア研究科およびSFC研究所が設置される総環エリア
道路をまたいで左端は男女共学中高一貫校の湘南藤沢中等部・高等部

慶應義塾大学湘南藤沢キャンパス（けいおうぎじゅくだいがくしょうなんふじさわキャンパス、英称：Keio University Shonan Fujisawa Campus）は、神奈川県藤沢市遠藤5322番地に所在する慶應義塾大学のキャンパスの一つである。略称はSFC（エスエフシー）。
1990年に開設された。

3学部と2つの研究科が設置されており、一般的に「SFC」というと同大学総合政策学部・環境情報学部を指すことが多い。
キャンパスの敷地面積は 313,009 m²。（約10万坪）

## 概要

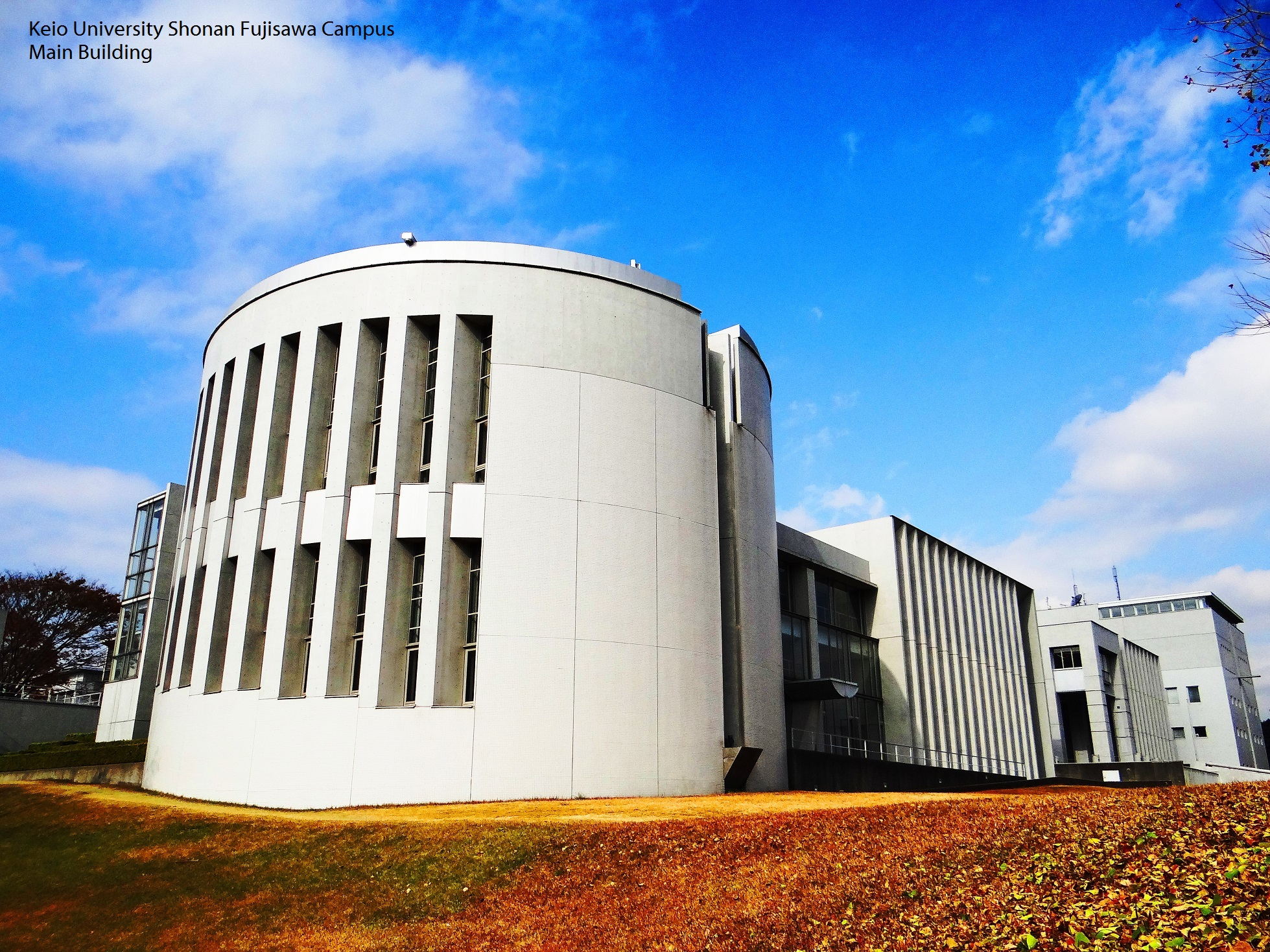
Ω館(大講義室棟)

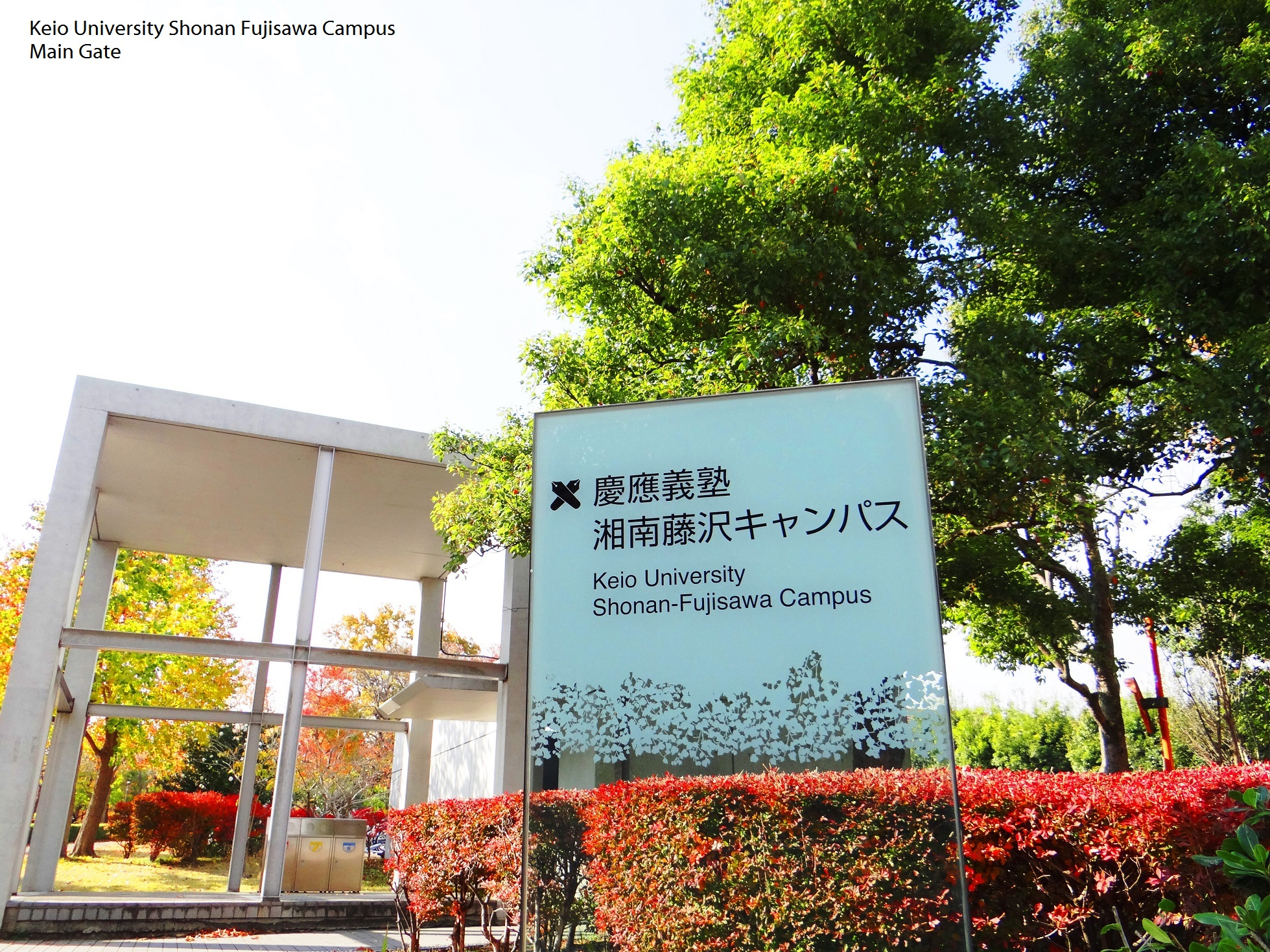
正門(タロー坂)

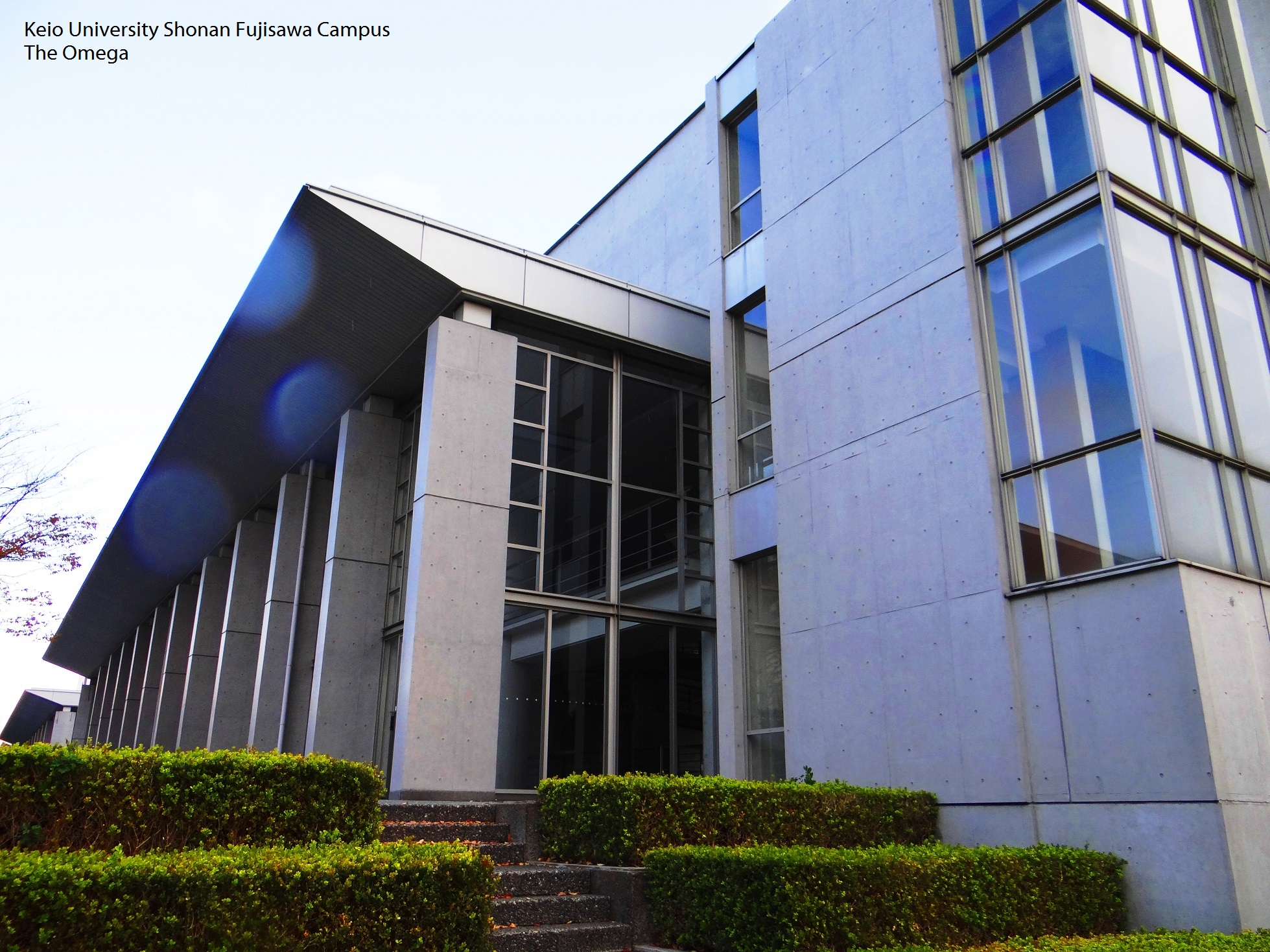
Ω館、Α館（本館）

学部は総合政策学部、環境情報学部、大学院の政策・メディア研究科。別校舎に看護医療学部、大学院の健康マネジメント研究科。中学校・高校として男女共学の慶應義塾湘南藤沢中等部・高等部が設置されている。
慶応SFCは日本の大学の中で先陣を切って大学改革に着手し、その多種多様なアイディアはのちに多くの大学の模範となった。1980年代終焉、明治以来の工業化＝物的大量生産の時代が終わり、「脱工業化社会」・「第三の波」・「知価社会」のキーワードが次の時代に求められる中、加藤寛、高橋潤二郎、竹中平蔵などが新キャンパスの設立に参画し、1990年に慶応SFCが開設された。従来の画一的・単線的教育システムからの脱却を掲げ、文系と理系の垣根を超えた「文理融合」の教育・研究を目指し、語学教育や入試制度の改革などを行った。
- 慶応SFCが日本で初めて導入した教育制度として以下のものがある。
  - AO入試
  - セメスター制度
  - 学生による授業評価 (FD)
  - 総合政策学部
  - 環境情報学部

特徴は、脳科学、身体科学、生命科学、情報科学、環境科学などと、テクノロジー（インフォメーションテクノロジー、空間情報技術、エレクトロニクス、バイオテクノロジーなど）、デザイン（メディアデザイン、デジタルアート、建築・環境デザインなど）を駆使し、柔軟に人文・社会科学と融合させ、美術・芸術分野まで幅広い複合領域となっている。
また、SFCは情報通信技術と関係が深く、附属研究所であるSFC研究所は、World Wide Web Consortium(W3C)のアジア拠点になっている。

## 歴史

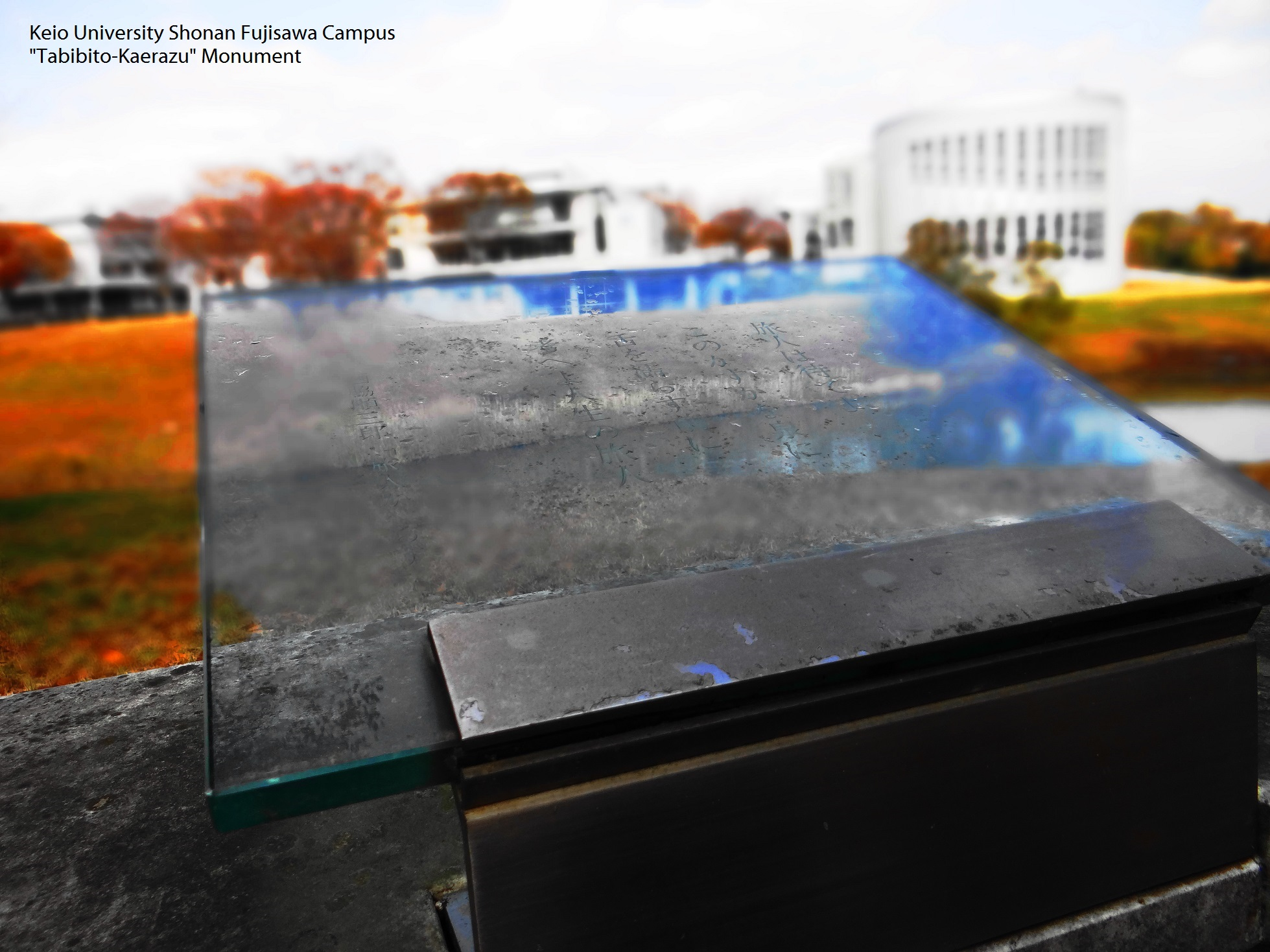
旅人かへらずの碑

- 1986年（昭和61年）7月20日 - 新学部検討委員会発足[1]
- 1987年（昭和62年）3月20日 - 答申案発表[2]
- 1987年（昭和62年）6月 - 新学部設立準備委員会（第1委員会）発足
- 1988年（昭和63年） - 文部省へ申請
- 1989年（昭和64年） - 文部省認可
- 1990年（平成2年） - 総合政策学部・環境情報学部のキャンパスとして開設[3]
- 1990年（平成2年） - 第1回 入学試験
- 1992年（平成4年） - キャンパス内に慶應義塾湘南藤沢中等部・高等部を設置
- 1994年（平成6年） - 大学院政策・メディア研究科修士課程設置[4]
- 1996年（平成8年） - 同後期博士課程、SFC研究所設置
- 2001年（平成13年） - 看護医療学部設置[5]
- 2005年（平成17年） - 大学院健康マネジメント研究科修士課程設置
- 2007年（平成19年） - 同後期博士課程設置

## 学問分野・研究機関

### 総合政策学部
- 政策デザインの分野
  - 経済・財政、政治・社会、法律・制度
- 社会イノベーションの分野
  - 社会起業、ベンチャー・経営、情報社会デザイン
- 国際戦略の分野
  - 国際政治経済、地域戦略、ヒューマンセキュリティ、言語コミュニケーション
- 経営・組織の分野
  - 経営戦略、金融工学、金融・評価工学、キャリア開発
- 環境ガバナンスの分野
  - 環境政策、都市・地域政策、居住・コミュニティ政策

### 環境情報学部
- 先端情報システムの分野
  - インターネットシステム、基盤ソフトウェアシステム、ユビキタス情報システム、知的情報システム
- メディアデザインの分野
  - 音響・映像デザイン、プロダクト・ファッションデザイン、空間・コミュニケーション
- 先端生命科学の分野
  - 環境バイオ、バイオ医科学、ゲノム科学、システム生物学
- 環境デザインの分野
  - 地球環境テクノロジー、空間情報、エコロジー・ランドスケープ、建築・都市デザイン
- 人間環境科学の分野
  - 認知科学、スポーツ・スキル、人間工学、社会・心理

#### GIGA プログラム
- GIGA プログラム (Global Information and Communication Technology and Governance Academic Program)：
卒業に必要な単位を英語のみで修得

### 政策・メディア研究科
- プログラム研究領域：
  - グローバル・ガバナンスとリージョナル・ストラテジー (GR)
  - ヒューマンセキュリティとコミュニケーション (HC)
  - 政策形成とソーシャルイノベーション (PS)
  - 認知・意味編成モデルと身体スキル (CB)
  - 環境デザイン・ガバナンス (EG)
  - エクス・デザイン (XD)
  - サイバーインフォマティクス (CI)
  - 先端生命科学 (BI)
- プロフェッショナル育成コース：
  - 社会イノベータコース
  - ICT先端融合研究コース
  - 環境イノベータコース
  - グローバル環境システムリーダーコース
- ダブル・ディグリー (Double degree) 制度：
  - 最短2年間で政策・メディア研究科の修士号と、延世大学校（韓国）または復旦大学（中国）の修士号、計2つの修士号を取得
- 社会人コース：
  - 在職したまま博士学位取得

詳細は「慶應義塾大学大学院政策・メディア研究科」を参照

### SFC研究所
湘南藤沢キャンパス (SFC) にある大学院政策・メディア研究科、総合政策学部、環境情報学部の附属研究所。諸科学協調の立場に立って国内外のさまざまな関連活動と双方向の連携をとりながら先端的研究を行い、社会の発展に寄与することをその目的としており、産官学による研究を推進している。また、World Wide Webで使用される各種技術の標準化を推進するために設立された標準化団体のWorld Wide Web Consortiumのアジア圏の拠点にもなっている。

### 看護医療学部
- 情報技術・自然言語の分野
  - ヘルスケア情報学、疫学・保健統計学、異文化コミュニケーション
- 制度・倫理・社会の分野
  - ヘルスケア倫理学、社会福祉学、看護哲学、ヘルスケアと法、NGO・ボランティア論
- ヒューマンケアリングおよび看護理論・技術の分野
  - 基礎看護学、看護理論、健康教育学、ヘルスケア心理学、医療コミュニケーション、ストレスマネジメント
- 健康科学・病態学及び人間発達学の分野
  - 解剖生理学、生化学・生理学、薬理学、生物・遺伝学、医学全般、母子看護学、小児看護学、成人看護学、高齢者看護学、スポーツ看護学
- 臨床看護学及び先端医療の分野
  - 急性期看護学、慢性期看護学、終末期看護学（緩和ケア）、精神看護学、救命救急看護学、医療安全管理学、先端医療技術、遺伝看護学、助産学
- コミュニティケアの分野
  - 地域看護学、公衆衛生学、在宅・家族看護学、国際保健学、学校保健学、産業保健学、環境保健学
- 組織マネジメントの分野
  - 保健福祉行政、医療政策・管理学、医療経済学、看護経営・管理学

### 健康マネジメント研究科
「健康」を軸として、看護・医療・スポーツに関わる幅広い領域において先導的な役割を果たす、学際的な教育・研究を展開

### 慶應藤沢イノベーションビレッジ (SFC-IV)
大学、地域、企業の協同のための施設。

### 慶應義塾湘南藤沢中等部・高等部
男女共学の中高一貫校。1年から6年までの余裕を持ったカリキュラムデザイン、大学の施設利用、授業連関など豊かな学習環境に恵まれている。

### SFCで学ぶことのできる言語
SFCでは11言語に関する言語コミュニケーション科目が設置されている。
・マレー・インドネシア語　
・アラビア語
・スペイン語
・朝鮮語
・ドイツ語
・フランス語
・中国語
・英語
・日本語
・ロシア語
・イタリア語
各言語の研究室が置かれている。例えばSFC中国語研究室やマレー・インドネシア語研究室、フランス語研究室など。語学分野の研究室はλ館にある。

## 施設

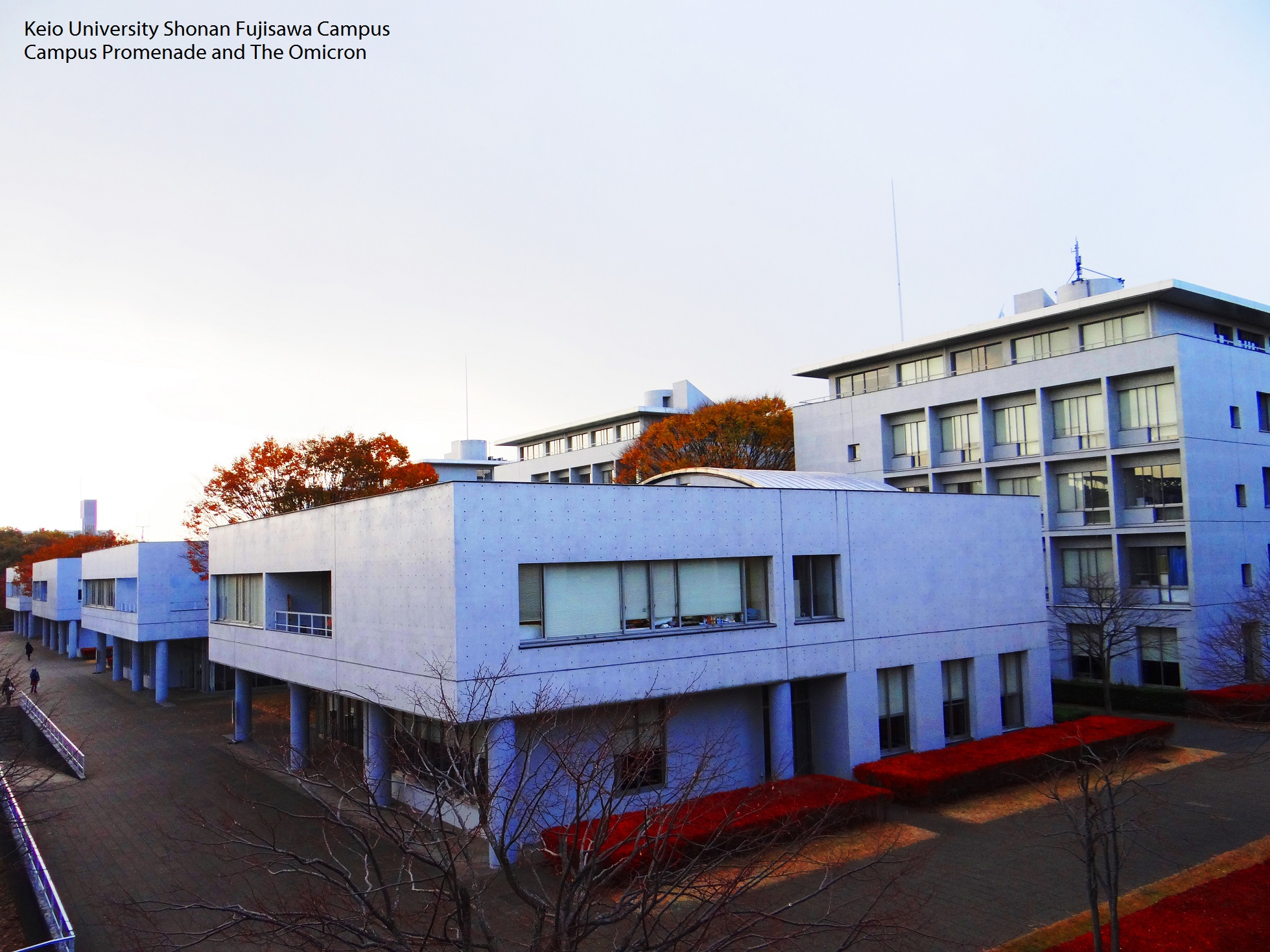
κ館、ε館、ι館、ο館（研究棟・講義室棟）

- キャンパスは幕張メッセ等を設計したことで知られる槇文彦が設計した。キャンパス・デザインは日本の歴史的な学舎としての禅寺をモチーフとしており、脇に水が流れる石段、山門、本堂として中央に位置する図書館などがデザインされている。

キャンパスの建設には、既存の緑と自然地形の起伏を活かした全体計画を行い、情報通信に強い高度なネットワーク環境を完備している。
慶応SFCは「24時間キャンパス」の異名を持ち、24時間、キャンパスが開放されている。
- 総合政策学部および環境情報学部の存在する通称「総環エリア」と、看護医療学部校舎のエリアに大別される。これらのエリアは藤沢市道遠藤宮原線を挟んで位置している。また、主に両エリアを行き来することの多い看護医療学部生の利便性のため、両エリアを行き来する循環バス「鴨池急行 SoKanKan」が運行されている。
- 建築物にはギリシア文字の名前が付けられている。
  - 学部長室や事務室のある本館はΑ（アルファ）館、大学生協や学生食堂のある厚生棟はΣ（シグマ）館。
  - 研究棟は「KEIO」に因んだκ（カッパ）棟、ε（イプシロン）棟、ι（イオタ）棟、ο（オミクロン）棟。
  - 「language」に因んだλ（ラムダ）棟、「Theater」に因んだΘ（シータ）館、「Digital Science Laboratory」に因んだΔ（デルタ）館。
  - クラブハウス棟（Φ棟、Ψ棟）の命名は少々強引で、東側が「ひがし」→「ひんがし」→「ふぃんがし」→「ふぃー（Φ）」、西側が「西」→「さい（Ψ）」。
- 円形劇場を模した遊水地は「テアトロン」と呼ばれ、降水量が多いときに水没する。井関前総合政策学部長によって命名された。遊水地は他に「ガリバー」池（鴨池/カモ池）[11]、大学グラウンド、多目的グラウンド（駐車場）の3つがあり、これらが満杯になった場合は地下タンクが使われる。

デザイン・スタジオ棟が、2001年度グッドデザイン賞受賞。

## 学園祭
七夕祭という学園祭がある。

### 七夕祭
毎年七月の第一土曜日に開催される学園祭。SFCの学生有志による七夕祭実行委員会によって企画・運営されており、1990年キャンパス開設以来20年以上の伝統がある。発足当初は七月の第一金曜日の夕刻に開催されていた。
キャンパス内にはやぐらが組まれ、花火や縁日のような出店、御輿などの夏祭りを彷彿とさせるような企画を行っている。また、この学園祭の大きな特徴として、学生と地域との協力を重視している点、七夕祭当日には来場者の多くが浴衣で訪れる点が挙げられる。

## 協定
- 関西学院大学との2キャンパス（KSC-SFC）間の連携協定[13]
  - 関西学院大学・神戸三田キャンパス (KSC)（総合政策学部、理工学部、および両研究科）と、SFC（総合政策学部、環境情報学部、大学院政策・メディア研究科）の連携協定
  - 文理融合の学際的な教育・研究の強化、相互補完
- 「湘南藤沢コンソーシアム」2011年（平成23年）10月4日に発足。藤沢市は、慶應義塾大学、湘南工科大学、多摩大学、日本大学生物資源科学部と連携して、藤沢市の地域発展を目指す協定[14]。

## 慶應義塾大学湘南藤沢キャンパスに関連する人物

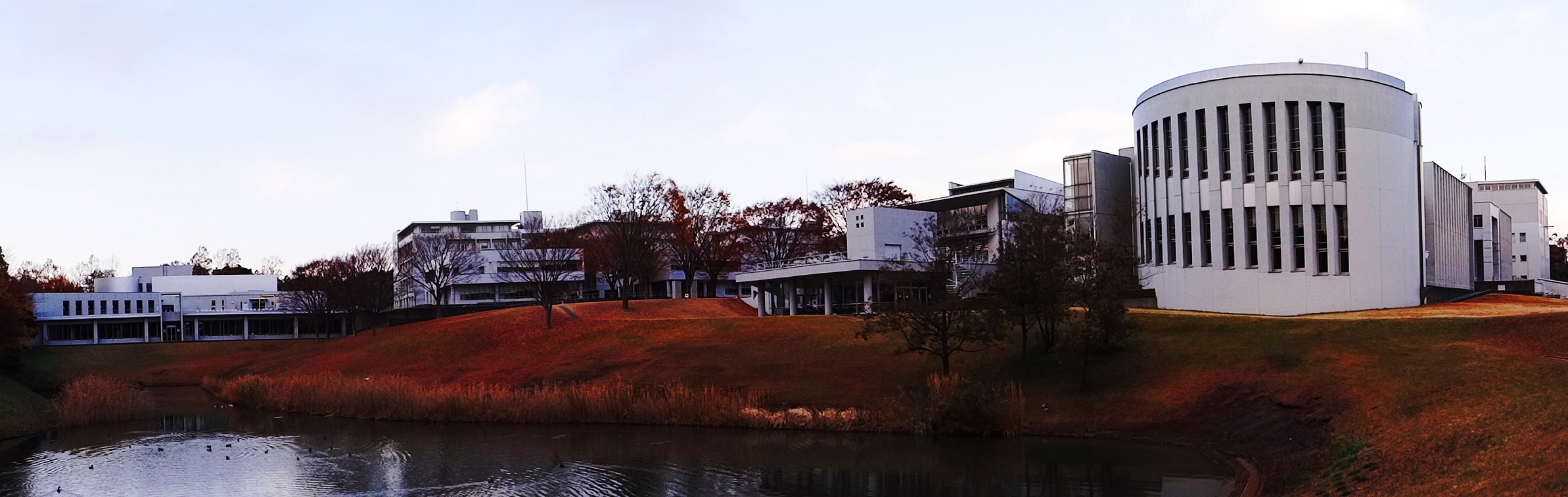
ガリバー池（鴨池）からの遠景

### 政治家・社会運動家・実業家
- 橋本岳 - 衆議院議員
- 石井登志郎 - 西宮市長、前衆議院議員
- 相原史乃 - 前衆議院議員
- 河井案里 - 元参議院議員
- 村山卓 - 金沢市長
- 本城愼之介 - 楽天元取締役副社長、音別代表
- 杉原章郎 - 楽天取締役常務執行役員
- 佐野陽光 - クックパッド創業者
- 日高裕介 - サイバーエージェント取締役副社長
- 石田宏樹 - フリービット創業者、トーンモバイル代表取締役社長
- 柳澤大輔 - カヤック代表取締役CEO
- 青柳直樹 - メルカリ上級執行役員、メルペイ取締役、メルコイン代表取締役CEO、グリー元取締役
- 千葉功太郎 - コロプラ元取締役副社長
- 諏訪光洋 - ロフトワーク共同創業者・代表取締役社長
- 立花陽三 - 楽天野球団代表取締役社長
- 平尾丈 - じげん創業者・代表取締役社長
- 伊達美和子 - 森トラスト・森トラスト・ホテルズ&リゾーツ代表取締役社長
- 田中仁 - JINS創業者、代表取締役社長
- 田中章義 - 国際連合外郭組織WAFUNIF親善大使
- 寺田親弘 - Sansan創業者兼代表取締役社長
- 池田信夫 - アゴラ研究所所長、SBI大学院大学客員教授、元NHK職員
- 駒崎弘樹 - NPO法人フローレンス代表
- 山本繁 - NPO法人NEWVERY理事長
- 今村久美 - NPO法人カタリバ代表理事
- 森川崇行 - メディカルフォレスト代表取締役社長
- 磯野謙 - 自然電力 代表取締役
- 竹中直純 - digitiminimi代表取締役、未来検索ブラジル代表取締役、OTOTOY代表取締役
- 岩城慶太郎 - アステナホールディングス代表取締役社長
- 関山和秀 - Spiber取締役兼代表執行役
- 山中大介 - SHONAI代表取締役
- 塩井貴晴 - 廣貫堂 代表取締役社長
- 徳野新太郎 - ヨシオ工業 代表取締役社長、社会福祉法人 紫志の会 理事長

### 司法
- 板倉陽一郎 - 弁護士
- 竹森現紗 - 弁護士
- 楊井人文 - 弁護士、日本報道検証機構代表理事、元産業経済新聞社記者

### 研究者
- テッド・ネルソン - オックスフォード大学客員教授、ザナドゥ計画創始者、政策・メディア研究科(博士)
- 河島茂生 - 青山学院女子短期大学准教授
- 前田昇 - 大阪市立大学教授
- 伊藤修一郎 - 学習院大学教授
- 貴戸理恵 - 関西学院大学准教授
- 奥田祥子 - 近畿大学教授
- 蟹江憲史 - 慶應義塾大学教授
- 玉村雅敏 - 慶應義塾大学教授
- 廣瀬陽子 - 慶應義塾大学教授
- 古谷知之 - 慶應義塾大学教授
- 宮垣元 - 慶應義塾大学教授
- 脇田玲 - 慶應義塾大学教授
- 黒坂達也 - 慶應義塾大学准教授
- 田代光輝 - 慶應義塾大学准教授
- 宮川祥子 - 慶應義塾大学准教授
- 長谷部葉子 - 慶應義塾大学准教授
- 高槻泰郎 - 神戸大学准教授
- 西岡洋子 - 駒澤大学教授
- 井上智洋 - 駒澤大学准教授
- 山本達也 - 清泉女子大学准教授
- 望月俊男 - 専修大学准教授
- 川本竜史 - 大東文化大学教授
- 松井謙一郎 - 拓殖大学教授
- 井出博生 - 千葉大学准教授
- 小林隆 - 東海大学教授
- 堀真奈美 - 東海大学教授
- 佐々木裕一 - 東京経済大学教授
- 布山タルト - 東京芸術大学教授
- 三上浩司 - 東京工科大学教授
- 西田亮介 - 東京工業大学准教授
- 西山敏樹 - 東京都市大学教授
- 高橋克徳 - 東京理科大学教授
- 佐藤文香 - 一橋大学教授
- 酒井信 - 明治大学准教授
- 福田円 - 法政大学教授
- 渡邊恵太 - 明治大学准教授
- 冨田賢 - 立教大学教授
- 尾澤重知 - 早稲田大学准教授
- 横井篤文 - 岡山大学副学長（海外戦略担当）
- 伊藤穰一 - マサチューセッツ工科大学教授、MITメディアラボ所長
- 久野潤 - 大阪観光大学専任講師
- 中室牧子 - 慶應義塾大学教授

### クリエイター・デザイナー
- 坂口亮 - VFXクリエイター、2008年アカデミー科学技術賞受賞
- 山口絵理子 - バッグデザイナー、マザーハウス代表
- 酒井景都 - デザイナー、モデル、COLTEMONIKHA
- 河本信昭 - ゲームクリエイター、スクウェア・エニックス所属
- 浅野智也 - ゲームクリエイター、スクウェア・エニックス所属
- 後藤裕之 - ゲームクリエイター、カヤック所属
- 柄沢祐輔 - 建築家
- 木村有理子 - 映画監督
- 砂田麻美 - 映画監督、ドキュメンタリー作家
- 金子遊 - 映画監督
- 松本花奈 - 映画監督、在学中
- ユーフラテス - クリエイティブグループ、NHK教育テレビのテレビ番組の企画・制作
- 権八成裕 - 広告プランナー、元電通所属
- 東畑幸多 - 広告プランナー、電通所属
- 新宮良平 - 映像クリエイター、ミュージック・ビデオディレクター
- 中島啓介 - TBSテレビプロデューサー
- 宗岡芳樹 - TBSラジオディレクター、元ニッポン放送
- 浜崎綾 - フジテレビディレクター
- g.O.R.i - ブロガー
- すしらーめんりく - YouTuber、在学中
- 岩田涼太 - YouTuber、在学中
- トカチョフ・サワ - YouTuber
- トカチョフ・ヤン - YouTuber、在学中

### 俳優・歌手・芸能
- 池澤あやか - 女優
- 大後寿々花 - 女優
- 岡村いずみ - 女優
- 二階堂ふみ - 女優、在学中
- 白鳥由夏 - 女優
- 中川梨花 - 女優、声優
- 水嶋ヒロ - 俳優
- 尾羽智加子 - 女優、歌手
- トリンドル玲奈 - モデル、女優
- 白河理子 - タレント、作家
- 末吉里花 - タレント、作家
- 北山陽一 - ゴスペラーズ
- KREVA - KICK THE CAN CREW
- 尾崎裕哉 - シンガーソングライター
- 関取花 - シンガーソングライター
- 茂木ミユキ - シンガーソングライター
- 山崎あおい - シンガーソングライター
- 遠坂めぐ - シンガーソングライター
- コムアイ - 水曜日のカンパネラ
- 野田洋次郎 - RADWIMPS、中退
- 竹村郁哉 - ギタリスト（Yogee New Waves）
- 一青窈 - 歌手
- 菊池風磨 - 歌手、タレント Sexy Zone
- 鈴木愛理 - 元℃-ute
- 竹内美宥 - 元AKB48
- 山崎怜奈 - 乃木坂46
- 西任暁子 - 女性DJ
- 松本紘佳 - ヴァイオリニスト
- 松来未祐 - 声優、故人
- たかまつなな - お笑い芸人
- 奥村野乃花 - 元虹のコンキスタドール
- キタサヤカ - お笑い芸人、コラムニスト

### 報道
- 赤木野々花 - NHK
- 鎌倉千秋 - NHK
- 佐竹祐人 - NHK
- 副島萌生 - NHK
- 武本大樹 - NHK
- 内藤雄介 - NHK
- 西川典孝 - NHK
- 江崎史恵 - 元NHK
- 小田川肇 - 元NHK
- 齋藤隆也 - 元NHK
- 岩本乃蒼 - 日本テレビ
- 藤井貴彦 - 日本テレビ
- 郡司恭子 - 日本テレビ
- 辻岡義堂 - 日本テレビ
- 安村直樹 - 日本テレビ
- 脊山麻理子 - 元日本テレビ
- 永井美奈子 - 元日本テレビ
- 本間智恵 - テレビ朝日
- 松尾由美子 - テレビ朝日
- 宇佐美佑果 - 元テレビ朝日、中退
- 前田有紀 - 元テレビ朝日
- 伊藤隆太 - TBS、報道局記者兼務
- 野村彩也子 - TBS
- 紺野あさ美 - 元テレビ東京、元モーニング娘。
- 小澤陽子 - フジテレビ
- 秋元優里 - フジテレビ
- 田中大貴 - 元フジテレビ
- 細貝沙羅 - 元フジテレビ
- 金井憧れ - 元北海道放送
- 八重樫葵 - 福島テレビ、元秋田放送
- 青柳愛 - 元静岡第一テレビ
- 勅使河原由佳子 - 東海テレビ放送
- 中尾真亜理 - 日本海テレビ
- バーゲルルミ - 元テレビ新広島
- 荒舩美栄 - 元中国放送
- 二宮朋子 - 元テレビ宮崎
- 小野寺結衣 - キャスター、タレント
- 神田れいみ - キャスター、タレント
- 丸山裕理 - キャスター、タレント
- 金子奈緒 - ラジオパーソナリティ、ナレーター
- 齊藤美絵 - ラジオパーソナリティ、ナレーター

### スポーツ
- 高橋成美 - フィギュアスケート選手
- 髙木大成 - 元プロ野球選手
- 山本省吾 - 元プロ野球選手
- 加藤幹典 - 元プロ野球選手
- 佐野川リョウ - 元プロ野球選手（北米独立リーグなど）
- 伊藤隼太 - 元プロ野球選手
- 郡司裕也 - プロ野球選手、中日ドラゴンズ所属
- 立石諒 - 競泳選手
- 田中奏一 - サッカー選手
- 黄大城 - サッカー選手
- 籾木結花 - サッカー選手
- 山田章仁 - ラグビー選手、パナソニックワイルドナイツ所属
- 横田真人 - 陸上選手
- 山縣亮太 - 陸上選手
- 廣瀬英行 - 陸上選手
- 柳田将洋 - バレーボール選手
- ウォーターハウス美希 - 空手家
- ウォーターハウス亜耶 - 空手家

### その他
- 吉原由香里 - 女流棋士、旧姓梅沢
- 小島慎也 - チェスプレーヤー
- 浅野祥 - 津軽三味線奏者
- 千宗屋 - 茶人、武者小路千家十五代家元後嗣
- 佐藤智加 - 小説家
- 濱野智史 - 作家、アイドルプロデューサー
- 古市憲寿 - 作家、評論家
- 河崎環 - コラムニスト
- 佐々木紀彦 - 編集者、ITジャーナリスト、NewsPicks編集長
- 佐藤和歌子 - フリーライター、編集者
- 鈴木祐 - 作家、サイエンスライター
- 鈴木涼美 - 作家、元AV女優、元日本経済新聞社記者
- 歌原奈緒 - 気象予報士
- 田代大輔 - 気象予報士
- 藤井南美 - 気象予報士
- 渕岡友美 - 気象予報士

## アクセス

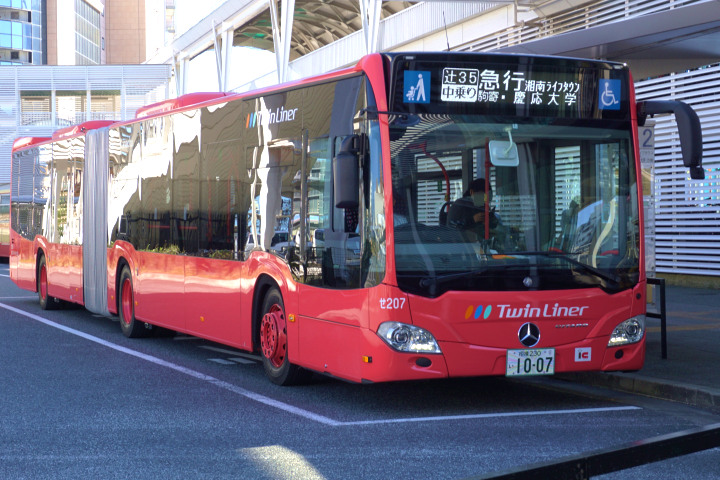
連節バス「ツインライナー」

- 小田急江ノ島線・相鉄いずみ野線・横浜市営地下鉄ブルーライン湘南台駅西口1番乗場より神奈川中央交通利用（湘23・湘24・湘25、4番乗場より（湘19・湘28）。約15-20分（直線で西に約3.5 km）※湘19は慶応大学のみ経由する。
- JR東海道線辻堂駅北口3番乗場より、神奈川中央交通利用（辻34・辻35）約25分